# 黑尔登施泰因
黑尔登施泰因是德国巴伐利亚州的一个市镇。总面积19.85平方公里，总人口2442人，其中男性1209人，女性1233人（2011年12月31日），人口密度123人/平方公里。